# Primer Gobierno de Tíjonov
El Primer Gobierno de Tíjonov fue el gabinete de la Unión Soviética establecido en 1980 con Nikolái Tíjonov como jefe de Gobierno, desempeñándose como presidente del Consejo de Ministros. Terminó en 1984, cuando el Sóviet Supremo aprobó una nueva composición del Consejo de Ministros.

## Composición[1]
| Ministro                                                        | Titular                         | Partido |
| --------------------------------------------------------------- | ------------------------------- | ------- |
| Presidente                                                      | Nikolái Tíjonov                 | PCUS    |
| Primer Vicepresidente                                           | Heydar Alíyev (1982-1984)       | PCUS    |
| Primer Vicepresidente                                           | Iván Arjípov                    | PCUS    |
| Primer Vicepresidente                                           | Andréi Gromiko                  | PCUS    |
| Vicepresidentes                                                 | Nikolái Baibakov                | PCUS    |
| Vicepresidentes                                                 | Veniamín Dymshits               | PCUS    |
| Vicepresidentes                                                 | Konstantín Katushev (1980-1982) | PCUS    |
| Vicepresidentes                                                 | Nikolái Talyzin                 | PCUS    |
| Vicepresidentes                                                 | Leonid Kostandov                | PCUS    |
| Vicepresidentes                                                 | Yuri Marchuk                    | PCUS    |
| Vicepresidentes                                                 | Valentín Makéyev (1980-1983)    | PCUS    |
| Vicepresidentes                                                 | Nikolái Martínov                | PCUS    |
| Vicepresidentes                                                 | Ignati Nóvikov (1980-1983)      | PCUS    |
| Vicepresidentes                                                 | Alekséi Antónov                 | PCUS    |
| Vicepresidentes                                                 | Ziya Nuriyev                    | PCUS    |
| Vicepresidentes                                                 | Leonid Smirnov                  | PCUS    |
| Vicepresidentes                                                 | Iván Bodiul                     | PCUS    |
| Vicepresidentes                                                 | Boris Scherbina                 | PCUS    |
| Producción Agrícola                                             | Stepán Jitrov (1980-1982)       | PCUS    |
| Producción Agrícola                                             | Víktor Danilenko (1982-1984)    | PCUS    |
| Compras de Productos Agrícolas                                  | Grigori Zolotujin               | PCUS    |
| Agricultura                                                     | Valentín Mesiats                | PCUS    |
| Industria de Aviación                                           | Vasili Kazakov (1980-1981)      | PCUS    |
| Industria de Aviación                                           | Iván Siláyev (1981-1984)        | PCUS    |
| Instalaciones y Construcciones Especiales                       | Boris Bakin                     | PCUS    |
| Industria Automotriz                                            | Víktor Poliákov                 | PCUS    |
| Industria de Materiales de Construcción                         | Alekséi Jasin                   | PCUS    |
| Industria Química                                               | Leonid Kostandov (1980)         | PCUS    |
| Industria Química                                               | Vladímir Listov (1980-1984)     | PCUS    |
| Aviación Civil                                                  | Boris Bugayev                   | PCUS    |
| Industria de Carbón                                             | Boris Bratchenko                | PCUS    |
| Comunicaciones                                                  | Nikolái Talyshin                | PCUS    |
| Construcción                                                    | Gueorgui Karavayev              | PCUS    |
| Construcción del Lejano Oriente y la Región Transbaikal         | Serguéi Bashilov (1980-1983)    | PCUS    |
| Construcción del Lejano Oriente y la Región Transbaikal         | Aleksándr Babenko (1983-1984)   | PCUS    |
| Construcción de Industria Pesada                                | Nikolái Goldin                  | PCUS    |
| Construcción de Industrias de Petróleo y Gas                    | Borís Scherbina (1980-1984)     | PCUS    |
| Construcción de Industrias de Petróleo y Gas                    | Vladímir Chirskov (1984)        | PCUS    |
| Construcción de Maquinaria Petroquímica                         | Konstantín Brejov               | PCUS    |
| Construcción de Centrales Eléctricas                            | Víktor Krotov (1980-1983)       | PCUS    |
| Construcción de Centrales Eléctricas                            | Vladímir Velichko (1983-1984)   | PCUS    |
| Construcción de Máquinas Viales                                 | Yefim Novosiolov (1980)         | PCUS    |
| Construcción de Máquinas Viales                                 | Vitali Chudin (1980-1984)       | PCUS    |
| Cultura                                                         | Piótr Demichev                  | PCUS    |
| Defensa                                                         | Dmitri Ustínov                  | PCUS    |
| Industria Armamentística                                        | Pável Finogenov                 | PCUS    |
| Educación                                                       | Mijaíl Prokófiev                | PCUS    |
| Industria de Equipos Eléctricos                                 | Alekséi Antónov (1980)          | PCUS    |
| Industria de Equipos Eléctricos                                 | Anatoli Mayorets (1980-1984)    | PCUS    |
| Energía y Electrificación                                       | Piótr Neporozhni                | PCUS    |
| Industria Electrónica                                           | Aleksándr Shokin                | PCUS    |
| Finanzas                                                        | Vasili Garbuzov                 | PCUS    |
| Industria Pesquera                                              | Vladímir Kamentsev              | PCUS    |
| Industria Alimentaria                                           | Voldemar Lein                   | PCUS    |
| Horticultura                                                    | Nikolái Koslov                  | PCUS    |
| Asuntos Exteriores                                              | Andréi Gromiko                  | PCUS    |
| Comercio Exterior                                               | Nikolái Patolichev              | PCUS    |
| Industria de Gas                                                | Sabit Orúdzhev (1980-1981)      | PCUS    |
| Industria de Gas                                                | Vasili Dinkov (1981-1984)       | PCUS    |
| Geología                                                        | Yevgueni Kozlovski              | PCUS    |
| Salud                                                           | Boris Petrovski (1980)          | PCUS    |
| Salud                                                           | Serguéi Burenkov (1980-1984)    | PCUS    |
| Maquinaria Pesada de Construcción                               | Vladímir Zhigalin (1980-1983)   | PCUS    |
| Maquinaria Pesada de Construcción                               | Serguéi Afanásiev (1983-1984)   | PCUS    |
| Educación Superior                                              | Viacheslav Eliutin              | PCUS    |
| Construcción Industrial                                         | Aleksándr Tokaryev (1980-1984)  | PCUS    |
| Construcción Industrial                                         | Yuri Soloviev (1984)            | PCUS    |
| Sistemas de Instrumentación, Automatización y Control           | Mijaíl Shkabardnia              | PCUS    |
| Asuntos Internos                                                | Nikolái Schiólokov (1980-1982)  | PCUS    |
| Asuntos Internos                                                | Vitali Fedorchuk (1982-1984)    | PCUS    |
| Industria de Hierro y Acero                                     | Iván Kazanets                   | PCUS    |
| Justicia                                                        | Vladímir Terebílov              | PCUS    |
| Recuperación de Tierras y Conservación del Agua                 | Nikolái Vasíliev                | PCUS    |
| Industria Ligera                                                | Nikolái Tarásov                 | PCUS    |
| Construcción de Maquinaria                                      | Viacheslav Bajirov              | PCUS    |
| Construcción de Maquinaria para Industrias Ligera y Alimenticia | Iván Pudkov                     | PCUS    |
| Maquinaria para Cría y Alimentación de Ganado                   | Konstantín Belyak               | PCUS    |
| Ingeniería General                                              | Serguéi Afanásiev (1980-1983)   | PCUS    |
| Ingeniería General                                              | Oleg Baklánov (1983-1984)       | PCUS    |
| Herramientas-Máquinas de Construcción                           | Anatoli Kostousov (1980)        | PCUS    |
| Herramientas-Máquinas de Construcción                           | Iván Siláyev (1980-1981)        | PCUS    |
| Herramientas-Máquinas de Construcción                           | Boris Balmont (1981-1984)       | PCUS    |
| Producción de Medios de Comunicación                            | Erien Pervyshin                 | PCUS    |
| Industria Cárnica y Láctea                                      | Serguéi Antónov (1980-1984)     | PCUS    |
| Industria Cárnica y Láctea                                      | Yevgueni Sizenko (1984)         | PCUS    |
| Industria Médica                                                | Afanasi Melnichenko             | PCUS    |
| Mecánica Mediana                                                | Yefim Slavski                   | PCUS    |
| Marina Mercante                                                 | Timoféi Guzenko                 | PCUS    |
| Producción de Fertilizantes Minerales                           | Alekséi Petrishchev             | PCUS    |
| Metalurgia No Ferrosa                                           | Piótr Lomako                    | PCUS    |
| Industria del Petróleo                                          | Nikolái Maltsev                 | PCUS    |
| Industria de Petróleo y Petroquímica                            | Víktor Fiódorov                 | PCUS    |
| Industria de Celulosa y Papel                                   | Konstantín Galantshin           | PCUS    |
| Industria de Radio                                              | Piótr Pleshakov                 | PCUS    |
| Ferrocarriles                                                   | Iván Pavlovski (1980-1982)      | PCUS    |
| Ferrocarriles                                                   | Nikolái Konariev (1984)         | PCUS    |
| Construcción Naval                                              | Mijaíl Yégorov (1980-1984)      | PCUS    |
| Construcción Naval                                              | Igor Belousov (1984)            | PCUS    |
| Industria Forestal y Procesamiento de Madera                    | Nikolái Timoféyev (1980-1982)   | PCUS    |
| Industria Forestal y Procesamiento de Madera                    | Mijaíl Busyguin (1984)          | PCUS    |
| Maquinaria Agrícola y Automovilística                           | Aleksándr Yezhevski             | PCUS    |
| Comercio                                                        | Aleksándr Struyev (1980-1983)   | PCUS    |
| Comercio                                                        | Grigori Vashchenko (1983-1984)  | PCUS    |
| Construcción de Transportes                                     | Iván Sosnov                     | PCUS    |
| Director Ejecutivo del Consejo de Ministros                     | Mijaíl Smirtiukov               | PCUS    |
| Comisión de Control Popular                                     | Alekséi Shkolnikov              | PCUS    |
| Comité Estatal de Planificación                                 | Nikolái Baibakov                | PCUS    |
| Comité de Seguridad del Estado                                  | Yuri Andrópov (1980-1982)       | PCUS    |
| Comité de Seguridad del Estado                                  | Vitali Fedorchuk (1982)         | PCUS    |
| Comité de Seguridad del Estado                                  | Víktor Chébrikov (1982-1984)    | PCUS    |